# Philadelphia Independence
O Philadelphia Independence foi um clube de futebol dos Estados Unidos localizado na Filadélfia, Pensilvânia. A equipe estreou na Liga de futebol feminino dos Estados Unidos em 2010, como parte da expansão da liga. Disputou seus jogos no estádio John A. Farrell Stadium da Universidade de West Chester em West Chester. A partir da temporada de 2011 os jogos foram disputados no PPL Park em Chester e o estádio era compartilhado com o Philadelphia Union que participava da Major League Soccer (MLS).
O time foi expulso da liga feminina em 2012 e oficialmente extinto pouco depois.